# Saxon Motor Car Company
La Saxon Motor Car Company fue una empresa fabricante de automóviles estadounidense ubicada en Detroit, Míchigan, de 1914 a 1922. En 1917 produjo 28.000 automóviles, lo que convirtió a la compañía en el séptimo fabricante de automóviles más grande de los Estados Unidos.

## Historia

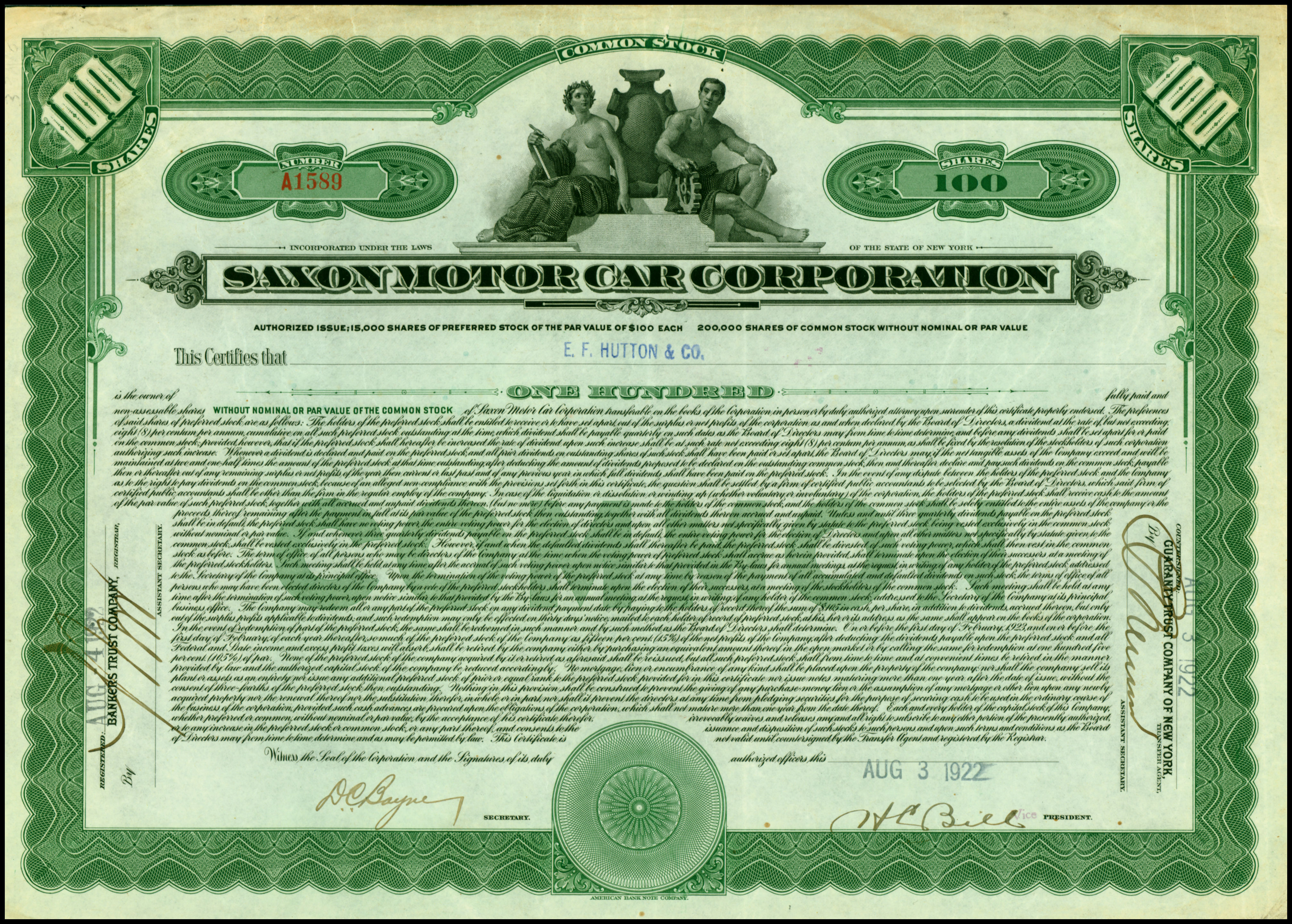
Acción de la Saxon Motor Car Corporation (3 de agosto de 1922)

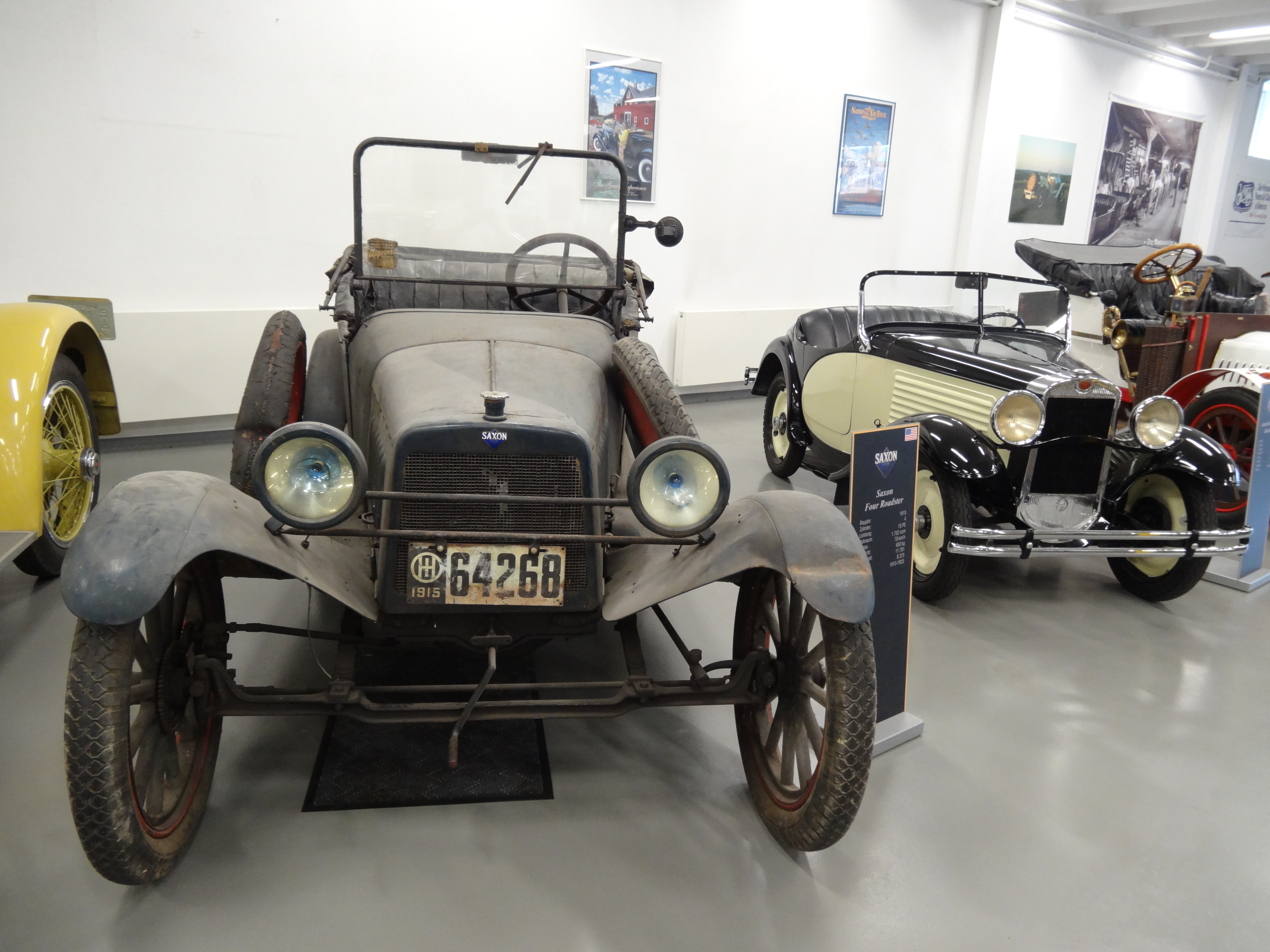
Modelo de cuatro cilindros (1915)

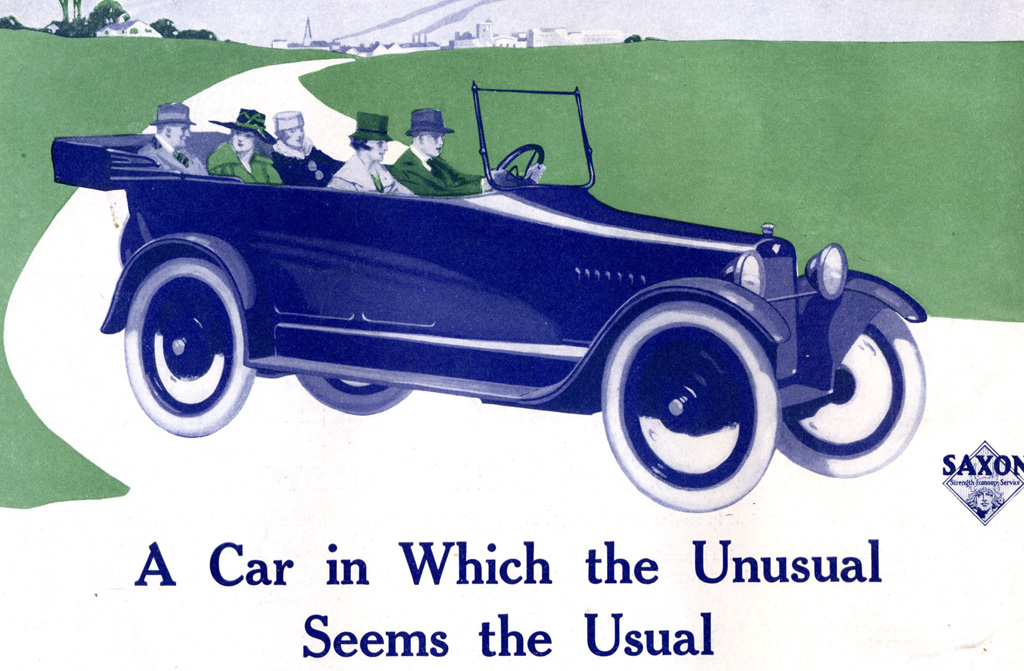
Saxon Six Touring con motor de 6 cilindros Continental (1917)

Su primer automóvil fue un runabout de dos asientos con transmisión de dos velocidades y un motor de 4 cilindros fabricado por Ferro. Se construyeron 7000 unidades en el primer año de producción. La iluminación eléctrica se agregó como accesorio estándar en 1915. En 1915 se agregó a la gama de la firma un automóvil de seis cilindros, seguido en 1917 por un sedán. A partir de 1918, la empresa tuvo problemas económicos y los modelos de 4 cilindros se retiraron de la gama, al igual que el sedán, que dejó de fabricarse en 1919.
En 1920, un nuevo modelo, el Duplex, propulsado por un motor de cuatro cilindros y válvulas en cabeza, se unió al modelo de seis cilindros y se incorporó a la gama una nueva carrocería sedán. Los coches de seis cilindros dejaron de figurar en el catálogo de la firma después de 1921, cuando la producción había caído a 2100 coches anuales.
La empresa se trasladó a Ypsilanti, Míchigan, donde se utilizó la factoría de la compañía Apex, pero este cambio no permitió salvar la firma Saxon, y los últimos coches, probablemente fabricados en 1922, se vendieron en 1923.

## En la cultura popular
- George Olsen, director de una big band en la década de 1930, conducía un Saxon, lo que mencionó en el primer programa de Jack Benny, el 2 de mayo de 1932. Olsen era el líder de la banda de aquel programa radiofónico.[4]